# Cái chết của Kẻ vô lại
Cái chết của Kẻ vô lại là một bức tranh sơn dầu trên ván gỗ của một học trò họa sĩ Hieronymus Bosch, mô tả cuộc đấu tranh sinh tử cho linh hồn con người giữa thiên thần và ác quỷ. Tác phẩm hiện nằm trong một bộ sưu tập tư nhân ở Thành phố New York, Mỹ.
Bức tranh có khả năng là một bản sao chi tiết từ một bức vẽ địa ngục lớn hơn. Tác phẩm có từ nửa sau thế kỷ 16.
Phong cách vẽ có phần giống với bức Tử thần và Kẻ hà tiện.